# 周起元
周 起元（しゅう きげん、1571年 - 1626年）は、明代の官僚。字は仲先、号は綿貞。本貫は漳州府海澄県。

## 生涯
1600年（万暦28年）、郷試に第一位の成績をおさめ、解元となった。翌年、進士に及第した。浮梁知県・南昌知県を歴任し、善政で知られた。
1611年（万暦39年）、成績を称賛されて北京に入り、湖広道御史とする内命があったが、京察（6年ごとの官僚の考査）のために待機させられた。御史の劉国縉は浙江巡按の鄭継芳がでっち上げた怪文書を起元と李邦華・李炳恭・徐縉芳・徐良彦の手になるものと疑い、起元ら5人を東林党の「五鬼」と目した。鄭継芳も上奏文の中にかれらの名を入れた。起元はこれに反発して、上疏して疑いを晴らした。2年とどまって、御史の任命がようやく下った。
太僕寺少卿の徐兆魁が東林党を攻撃して御史の銭春に弾劾されると、起元もまた上疏して徐兆魁を弾劾した。劉世学が顧憲成を誹謗する上疏をおこなうと、起元はこれに反論してその誤りを退けようとした。劉世学の従孫の劉藎臣が起元を告発し、顧憲成を謗ると、起元は再び反論の上疏をおこない、同官の翟鳳翀・余懋衡・徐良彦・魏雲中・李邦華・王時熙・潘之祥もまた交互に上奏して反論の列に加わった。劉世学は逮捕命令が下って逃亡した。1613年（万暦41年）、方従哲が万暦帝の詔諭により吏部左侍郎に起用されると、起元はこれに強く反対し、合わせて給事中の亓詩教・周永春や吏部侍郎の李養正・郭士望らを批判した。吏部尚書の趙煥が魏雲中と王時熙を外任に出向させると、起元は旨に背いて権力を勝手に振るっていると趙煥を弾劾し、罪に問われて俸給を停止された。1614年（万暦42年）、鄭継之が趙煥に代わって吏部尚書となると、潘之祥と張鍵が外任に出された。起元はまた上疏してこれを批判し、張光房ら5人が不当にかれらを排斥していると主張した。
ほどなく起元は陝西巡按をつとめた。東林党追放の煽りを受けて、広西参議として出され、右江道を分守した。柳州で飢饉が起こり、反乱が続発すると、起元は単騎で反乱者を招諭し、飢民に食糧を配給した。四川副使に転じた。1621年（天啓元年）、後金の攻撃により遼陽が失陥すると、通州に監司が設置されることになり、起元は通州参政に任じられた。
1623年（天啓3年）、起元は入朝して太僕寺少卿となった。まもなく右僉都御史に抜擢され、蘇松十府巡撫をつとめた。江南で洪水が起こると、起元は各地を回って救恤にあたった。織造中官の李実が勝手な収奪を行っていたため、蘇州府同知の楊姜が蘇州府の事務を代行してこれを止めた。李実は他事にかこつけて楊姜を弾劾した。起元は楊姜の冤罪を訴え、「去蠹（除虫）七事」を上書した。魏忠賢は李実をかばい、天啓帝の旨を盾にして起元を責め、楊姜を告発するよう命じた。起元はますます楊姜の清廉謹直ぶりを褒め、李実の誣告をそしった。魏忠賢は激怒して、楊姜を庶民に落とさせた。起元は再び李実の貪婪不法数事を弾劾し、楊姜の赦免を求めた。また起元は参政の朱童蒙の暴行を奏聞したが、魏忠賢は天啓帝の旨を偽って起元の官籍を削り、朱童蒙を京卿に抜擢した。
1626年（天啓6年）2月、起元は魏忠賢の意を受けた閹党の李永貞・李朝欽らによって誣告され、巡撫時代に官庫の金十数万を横領したとする罪を着せられた。逮捕投獄されて錦衣衛の許顕純の拷問を受け、9月に獄中で死去した。享年は56。
1628年（崇禎元年）、兵部右侍郎の位を追贈された。南明の福王政権のとき、忠恵と追諡された。